# Kamb Glacier
Kamb Glacier är en glaciär i Antarktis. Den ligger i Östantarktis. Nya Zeeland gör anspråk på området. Kamb Glacier ligger 1 861 meter över havet.
Terrängen runt Kamb Glacier är bergig åt nordost, men åt sydväst är den kuperad. Terrängen runt Kamb Glacier sluttar norrut. Trakten är obefolkad. Det finns inga samhällen i närheten. 